# Öckeröborgen
Öckeröborgen AB (Ö-Borgen) är en familjeägd svensk grupp skeppsvarv och mekaniska verkstäder med huvudkontor i Öckerö i Bohuslän. 
Varvet Ö-varvet grundades av Ernst Backman 1916 som reparationsvarv för fiskebåtar. Det övertogs 1945 av sönerna Gösta och Hugo Backman och efter dessa 1966 av Göstas son Rune Backman. År 1990, då det sysselsatte 17 personer,  övertogs varvet av sönerna Peder, Örjan och Jonas Backman. Åren 1997-1998 anlades ett filialvarv på Hönö. Det har därefter vuxit till en koncern med namnet Ö-borgen med flera ingående skeppsvarv och andra marinrelaterade :
- Ö-varvet
- Hasslö varv på Hasslö
- Tenö varv
- Simrishamns varv
- Berg Marin
- Power House
- Imatech Marin & Industri
- Marine Parts Europe
- Donsö engine and shiprepair AB
- Swede Ship Marine (köpt 2022, ingår ej i omsättning/antal anställda i faktarutan)[2]